# N114 (België)
De N114 is een gewestweg in de Belgische provincie Antwerpen. De weg verbindt Antwerpen met Stabroek.

## Traject
De N114 loopt vanaf de N180 Noorderlaan in Antwerpen naar het noorden. Tussen de Ferdinand Verbieststraat en de Sint-Lambertuskerk in Ekeren is de N114 gesplitst. De N114 loopt in zuidelijke richting via de Steenstraat, de N114a loopt in noordelijke richting via de De Beukelaerlaan. Via een brug aan de Leugenberg wordt de goederenspoorlijn 27A gekruist. De N114 loopt daarna verder naar het noorden, door het centrum van Hoevenen en verder tot op de N111 in Stabroek. De weg heeft een totale lengte van ongeveer 10 kilometer. Het (smalle) centrum van Ekeren kan vermeden worden via de deels parallel lopende autosnelweg A12.

## Plaatsen langs de N114
- Ekeren
- Hoevenen
- Stabroek

## N114a
De N114a is een onderdeel van de N114 in Ekeren. De 650 meter lange route vormt de zuid-noord verbinding via De Beukelaerlaan. De N114 is ter hoogte van dit stuk alleen te begaan vanuit het noorden naar het zuiden.

## N114b
De N114b is een 100 meter lange verbindingsweg tussen de N114 en de A12. De weg verloopt via de Leugenberg waar het aansluit op de op- en afrit constructie van de A12.